# Der Lousberg

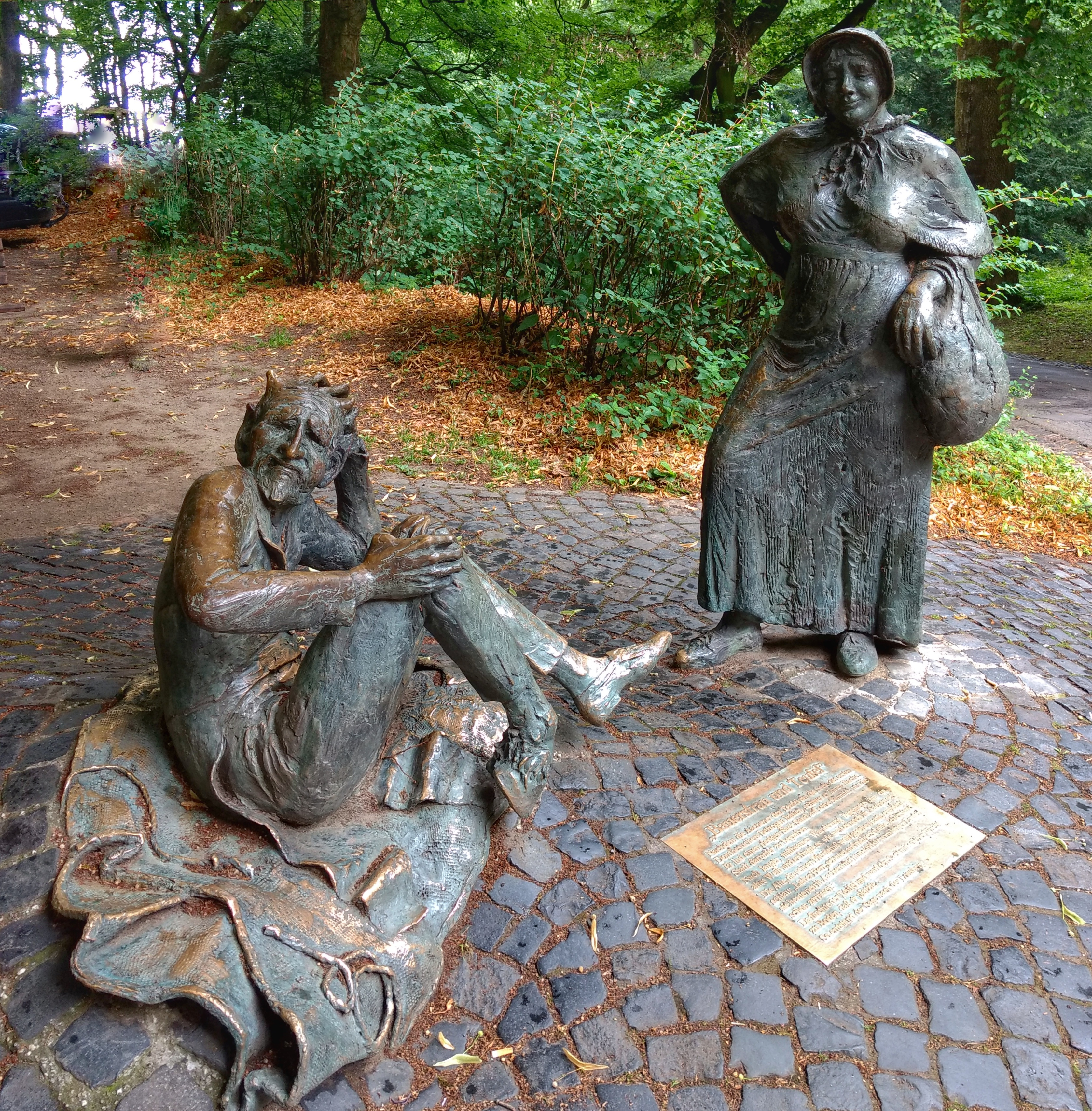
Bronzefiguren Bauersfrau und Teufel auf dem Lousberg

Der Lousberg, auch Lousbergsage genannt, ist eine der Aachener Sagen und Legenden. Die Sage ist eine Fortsetzung der Aachener Dombausage und versucht auf ätiologische Weise die Existenz des Lousbergs als Einzelberg mitten im Aachener Talkessel zu erklären.

## Handlung
Der Teufel wollte sich für den Betrug bei dem für den Dombau abgeschlossenen Teufelspakt rächen, bei dem die Aachener ihm für die versprochene Seele lediglich eine Wolfsseele überlassen hatten. Er lud sich am Meeresstrand eine Sanddüne auf und plante, die ganze Stadt damit zu verschütten. Als er in die Gegend von Aachen gelangte, kam ein Wind auf, der ihm den Sand in die Augen trieb, so dass er nur noch schlecht sehen konnte. In der Soers traf er eine alte Frau und fragte sie, wie weit es denn noch bis Aachen sei.
Die Frau merkte, mit wem sie es zu tun hatte, und zeigte auf ihre abgelaufenen Schuhe. Sie sagte, es sei noch sehr weit. Die Schuhe habe sie in Aachen neu erstanden, und von dem langen Gehen seien die Sohlen schon ganz abgewetzt. Da stieß der Teufel einen Fluch aus, schleuderte die Sanddüne von sich und verschwand. Durch den Aufprall platzte die Düne entzwei und bildete den größeren Lousberg und den kleineren Salvatorberg.
Weil die Frau so schlau (auf Oecher Platt „lous“) war, erhielt der Berg den Namen Lousberg. So entstand auch das Sprichwort: „De  Oecher send der Düvel ze lous“ (die Aachener sind dem Teufel zu klug).

## Überlieferung
Die Sage wurde zunächst mündlich überliefert. Schriftlich fixiert ist sie unter anderem in folgenden Sammlungen:
- Alfred von Reumont: Aachens Liederkranz und Sagenwelt, 1829[1]
- Ludwig Bechstein: Deutsches Sagenbuch, 1853[3]
- Joseph Müller: Aachens Sagen und Legenden, 1858[2]
- Johann Georg Theodor Grässe: Sagenbuch des Preußischen Staates, Band 2, Glogau 1871[4]

## Varianten
In manchen Varianten der Sage schleppte der Teufel keine Düne nach Aachen, sondern einen Sandsack, der beim Auftreffen auf den Boden aufplatzte und sich entleerte. In anderen Varianten der Sage hielt die Frau dem Teufel ein Kreuz entgegen oder warf einen Rosenkranz auf den Sandberg oder -sack, so dass der Teufel ihn fallen lassen musste.
Eine weitere Sage berichtet, dass Kaiser Ludwig der Fromme unter dem Lousberg ruhe und der Name daher von „Louisberg“ (Berg des Ludwig) abgeleitet sei. Nach dieser Sage sitzt Ludwig in einem mit Gold, Silber und Edelsteinen geschmückten Saal im Inneren des Berges an einem Marmortisch und schläft. Ab und zu wacht er auf und befiehlt seinem Knappen, ihm Nachrichten von der Oberwelt zu überbringen. Der Knappe reitet dann durch das Tor im Norden des Berges aus, wobei jedes Mal ein Gewitter entsteht.

## Künstlerische Weiterverarbeitung
1985 schuf die Aachener Künstlerin Krista Löneke-Kemmerling das Denkmal Bauersfrau und Teufel zur Erinnerung an die Sage. Die bronzene Statuengruppe wurde am Ende der Kupferstraße auf dem Lousberg aufgestellt.